# Baai van Awang
De baai van Awang (Indonesisch: Teluk Awang) is een baai in het zuidoosten van het Indonesische eiland Lombok. De baai ligt zo'n 800 meter van de plaats Ekas.